# Roberto Guerrero
Roberto Guerrero (n. 16 noiembrie 1958) este un pilot de curse auto columbian care a evoluat în Campionatul Mondial de Formula 1 între anii 1982 și 1983.